# Utrillas (kommunhuvudort)
Utrillas är en kommunhuvudort i Spanien.   Den ligger i provinsen Provincia de Teruel och regionen Aragonien, i den östra delen av landet, 240 km öster om huvudstaden Madrid. Utrillas ligger 951 meter över havet och antalet invånare är 3 219.
Terrängen runt Utrillas är huvudsakligen kuperad, men åt sydväst är den platt. Utrillas ligger nere i en dal.  Trakten runt Utrillas är nära nog obefolkad, med mindre än två invånare per kvadratkilometer. Utrillas är det största samhället i trakten. Omgivningarna runt Utrillas är i huvudsak ett öppet busklandskap.